# La Monstrueuse Parade
Pour les articles homonymes, voir La Monstrueuse Parade (homonymie) et Freaks.
Pour plus de détails, voir Fiche technique et Distribution.
La Monstrueuse Parade, souvent désigné sous son titre anglais original Freaks, est un film américain réalisé par Tod Browning, sorti en 1932. Le film a également été exploité sous d’autres titres : Barnum en France , Forbidden Love, The Monster Show ou Nature's Mistakes en anglais.
Lors de sa première projection, le film est un échec public et critique retentissant, notamment en raison de l'emploi de personnes ayant de vraies malformations physiques comme comédiens. Réputé perdu ou détruit après la Seconde Guerre mondiale, le film est redécouvert dans les années 1960 et acquiert un statut de film culte.

## Synopsis

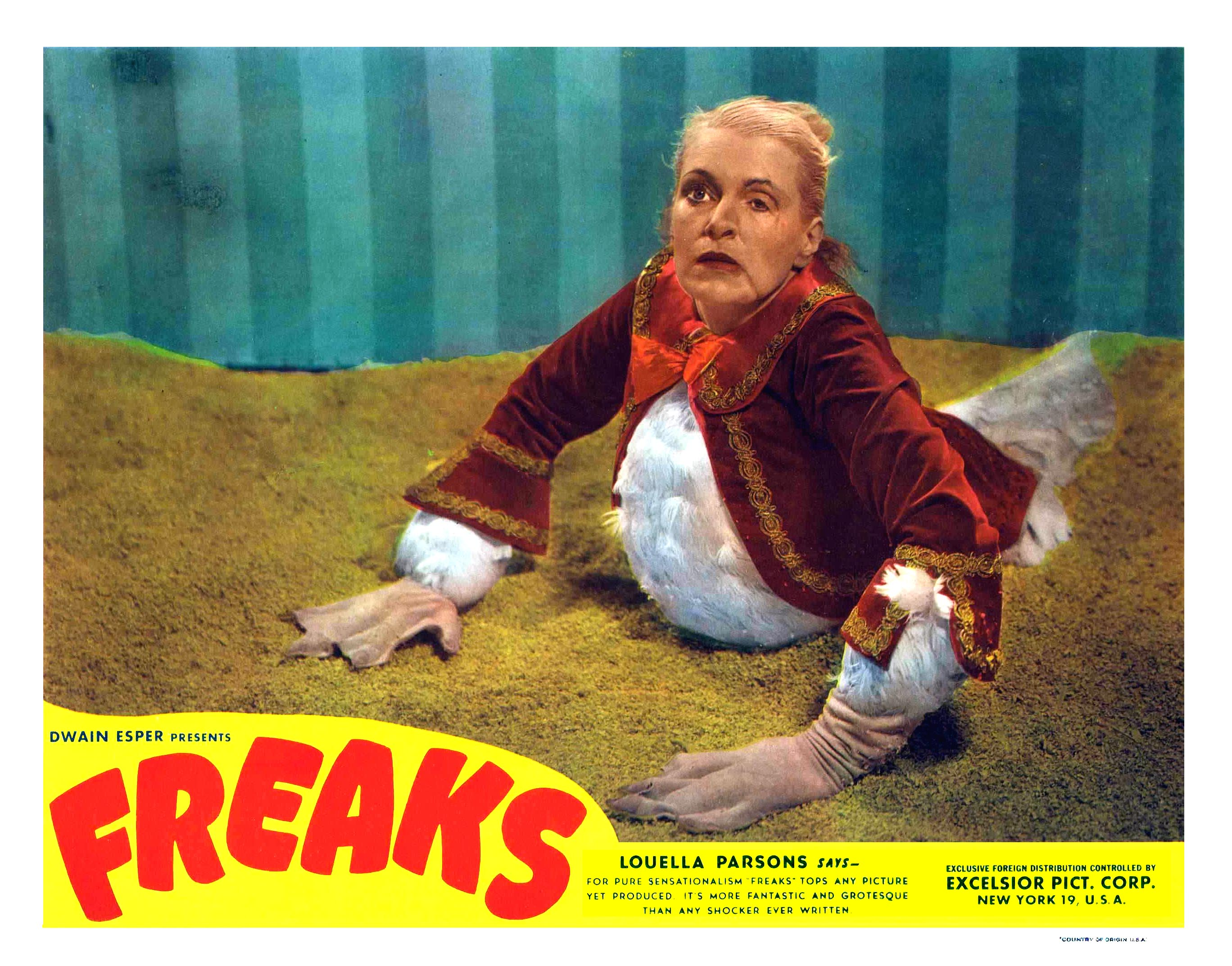
Olga Baclanova (Cléopâtre) sur une image promotionnelle du film.

L'histoire se déroule dans les années 1930, dans le cirque Tetrallini en tournée à travers l'Europe.
Hans, une personne atteinte de nanisme (dit « lilliputien »), illusionniste, fiancé à l'écuyère Frieda, une naine elle aussi, tombe amoureux de la grande et belle Cléopâtre, la trapéziste. Au départ, celle-ci, amusée, se moque doucement de lui, acceptant ses avances et surtout ses cadeaux, sous l’œil jaloux et impuissant de Frieda. De son côté, Cléopâtre cultive en secret sa relation avec le beau et fort Hercule, le Monsieur muscle du cirque. Ainsi lorsqu'ils apprennent que Hans a hérité d'une fortune, ce qui n'était qu'un jeu se transforme en plan machiavélique.
La troupe du cirque, composée de gens atteints de diverses malformations, victimes des moqueries de la belle Cléopâtre, se révolteront et finiront par se venger.

## Fiche technique
- Titre original : Freaks
- Titre français : Barnum[1]
- Réalisation : Tod Browning
- Scénario : Al Boasberg, Willis Goldbeck, Leon Gordon et Edgar Allan Woolf d'après la nouvelle Spurs de Tod Robbins. Traduction française : Les Éperons, Les Éditions du Sonneur.
- Musique : Gavin Barns
- Direction artistique : Cedric Gibbons
- Photographie : Merritt B. Gerstad
  - Prises de vues additionnelles : Oliver T. Marsh et Paul Vogel (non crédités)
- Montage : Basil Wrangell (de)
- Production : Tod Browning et Irving Thalberg
- Société de production et de distribution : Metro-Goldwyn-Mayer
- Budget : 310 600 $ (estimation)
- Pays de production :  États-Unis
- Langues originales : anglais et allemand
- Format : noir et blanc - 1,37:1 - 35 mm - mono
- Genre : drame, horreur
- Durée : 64 minutes
- Dates de sortie :
  - États-Unis : 20 février 1932
  - France : 7 octobre 1932

## Personnages
- Wallace Ford : Phroso
- Leila Hyams : Venus
- Olga Baclanova : Cléopâtre
- Roscoe Ates : Roscoe
- Henry Victor : Hercules
- Harry Earles : Hans
- Daisy Earles : Frieda
- Rose Dione : madame Tetralini
- Daisy et Violet Hilton : les Sœurs siamoises
- Schlitzie : lui-même (de son vrai nom, Simon Metz)
- Johnny Eck : Demi-Boy
- Frances O'Connor : la jeune fille sans bras
- Olga Roderick (en) : la femme à barbe
- Pete Robinson (en) : le compagnon de la femme à barbe
- Koo-Koo La Fille-Oiseau : elle-même (de son vrai nom, Minnie Woosley)
- Prince Randian : l'homme tronc
- Angelo Rossitto : Angeleno
- Edward Brophy et Matt McHugh (en) : les frères Rollo
- Josephine Joseph : mi-homme mi-femme
- Elvira Snow et Jenny Lee Snow : les sœurs Zip et Pip

Et, parmi les acteurs non crédités :
- Demetrius Alexis : monsieur Rogers
- Sidney Bracey : le majordome de Hans
- Mathilde Comont : madame Bartet
- Albert Conti : le propriétaire
- Michael Visaroff : Jean

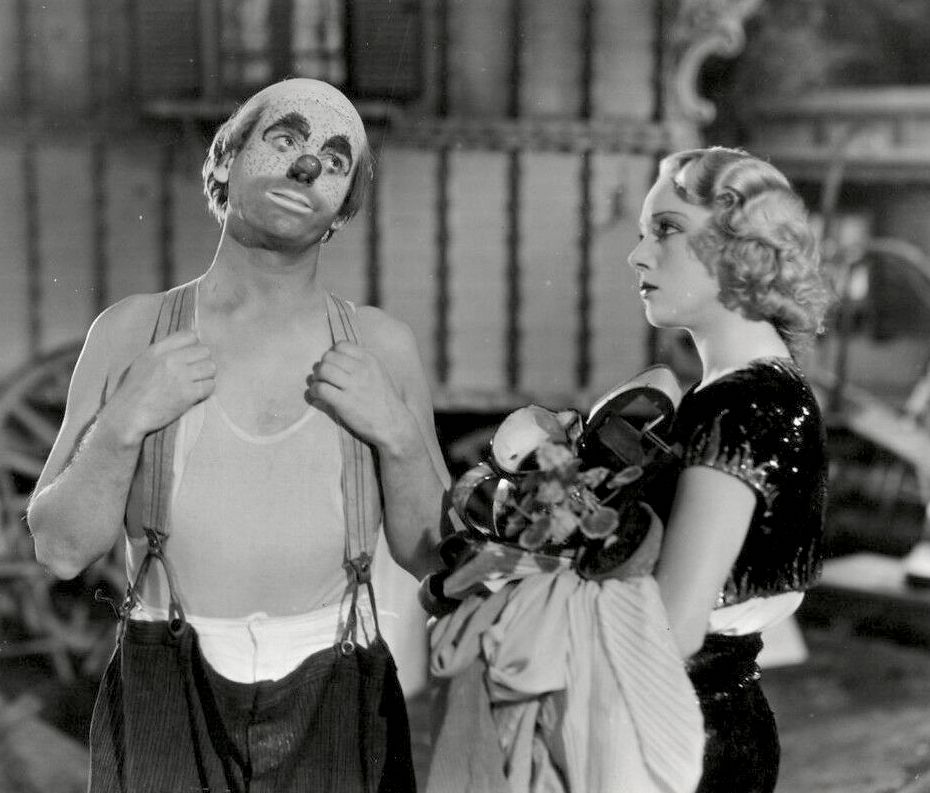
Wallace Ford et Leila Hyams
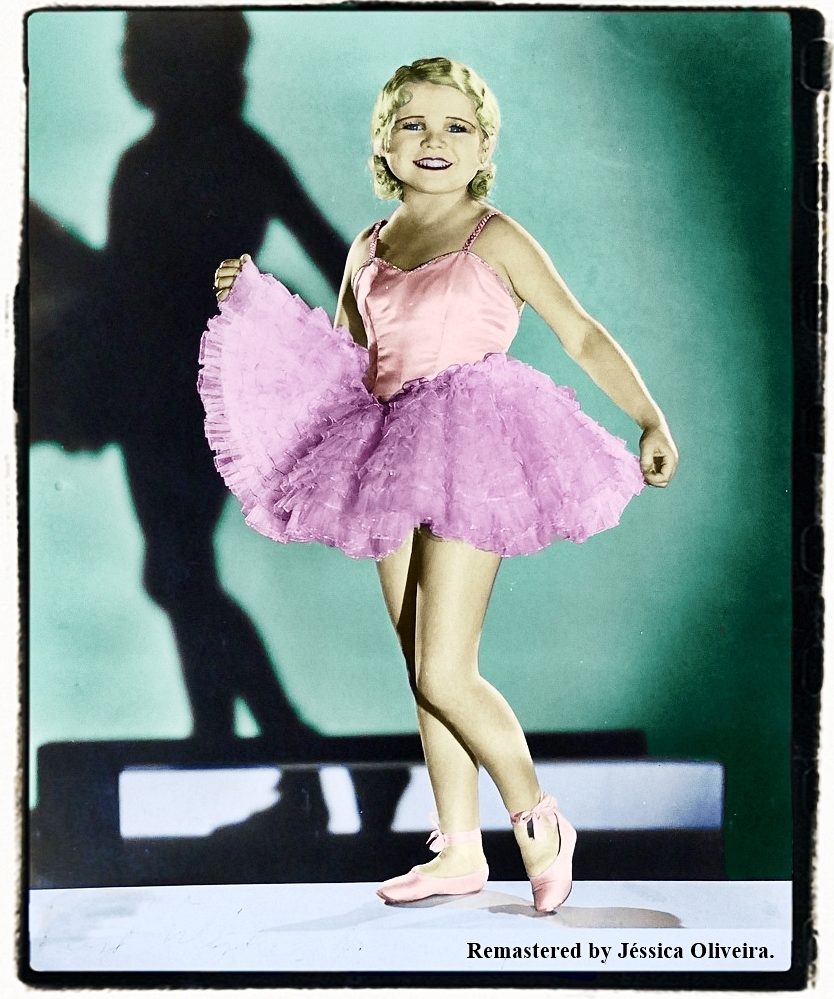
Daisy Earles
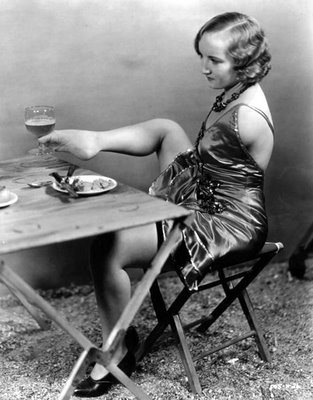
Frances O'Connor
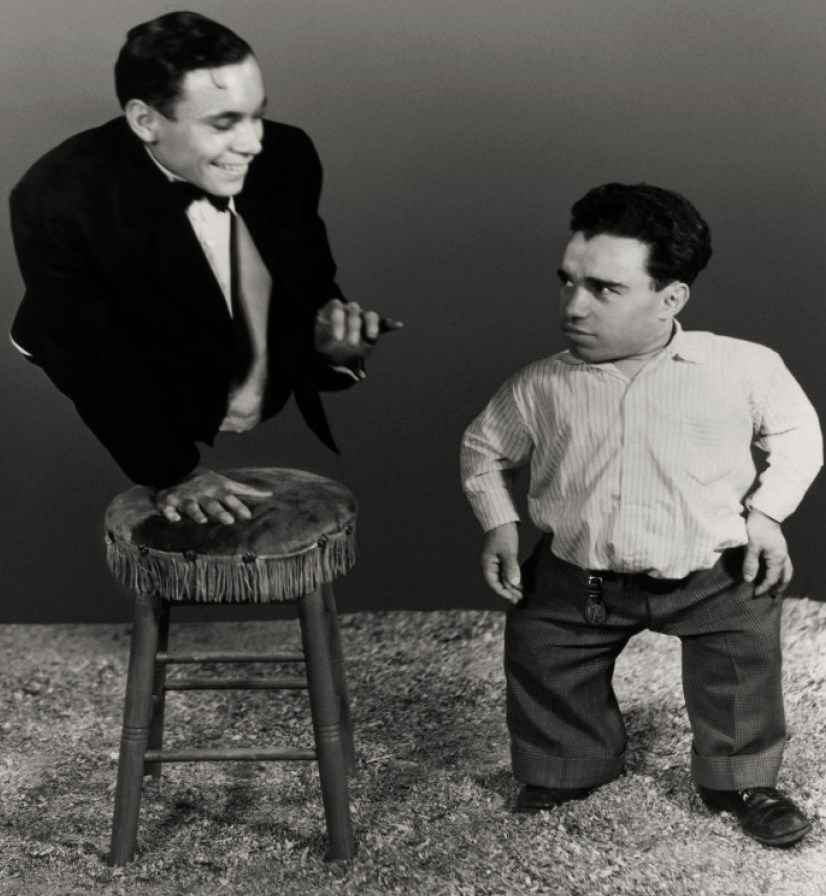
Johnny Eck et Angelo Rossitto

## Autour du film
- Le succès de Dracula de Tod Browning et l'annonce de Frankenstein de James Whale, deux productions de la Universal, firent craindre à Irving Thalberg qui dirigeait la production de la MGM (Metro-Goldwyn-Mayer) de laisser trop le champ libre à la Universal : si le genre fantastique allait se révéler un filon, la MGM se devait d'y participer. Irving Thalberg demanda alors au scénariste Willis Goldbeck de lui fournir quelque chose de « plus horrifiant » que Frankenstein. Il reconnut, après avoir lu le scénario de Freaks « J'ai demandé quelque chose d'horrifiant et je l'ai eu. » qu'il restait à trouver un réalisateur aussi talentueux que James Whale (qui était chez Universal). La réponse était évidente : ce serait Tod Browning. Irving Thalberg connaissait Tod Browning depuis longtemps, pour avoir été le producteur de la plupart de ses films. Le sujet du film a tout pour fasciner Tod Browning, notamment des créatures étranges (Tod Browning possédait un cirque). Freaks est interprété par de véritables êtres humains victimes de malformations de naissance. Les spectateurs ne peuvent donc plus être rassurés car les créatures de Freaks sont dans la réalité comme dans le film. Approchées, Jean Harlow et Myrna Loy refusèrent de prendre part au film[3]. Le tournage commence le 9 novembre 1931 et se termine à la fin de l'année 1931. Une preview est organisée le 28 janvier, mais le public n'aime pas, jugeant le film trop terrifiant. Le film est remonté par la suite, mais le réalisateur trouve difficile de voir supprimer des scènes qu'il apprécie particulièrement. Dans le montage original, une scène a été retirée. La scène en question apparaissait à la fin, quand Cléopâtre fuit les monstres et Hans sous la pluie. Dans la scène originale, Cléopâtre tombe et ses jambes sont frappées par la foudre, puis son corps est recouvert de feuillages et de branchages (d'où sa métamorphose à la fin du film). Cette scène a été supprimée, car le public jugeait le comportement de Hans trop agressif.
- Le film est sorti lors de la montée du nazisme :

« Nous sommes tous des monstres potentiels, voilà ce que nous dit Freaks. Un message universel, qui se vérifiera dès l’année suivante avec la montée du nazisme, et un film qui restera comme le chef-d’œuvre de son réalisateur, inspirant plusieurs cinéastes, notamment le magnifique Elephant Man de David Lynch. »

Le film évoque l'eugénisme nazi à venir :

« Terrible prémonition alors que le film est sorti en 1932 soit seulement 7 ans avant la mise en place du programme eugéniste T4 d'extermination des handicapés physiques et mentaux dans l'Allemagne nazie. »

## Thèmes

### La monstruosité morale
Le concept de moralité est un thème largement exploré tout au long du film. La moralité, particulièrement complexe peut faire référence à certains codes de conduites mis en place par une société ou un groupe. Celle-ci est un ensemble de principes relatives au bien et au mal qui s’imposent à la conscience individuelle et collective[réf. nécessaire]. La monstrueuse parade explore l'interaction complexe entre l'apparence physique et le caractère moral avec le personnage de Cléopâtre. Cette «belle » trapéziste incarne la corruption morale en manipulant et en exploitant les membres du cirque à des fins personnelles. De ce fait, Cléopâtre incarne le monstre moral puisqu’elle laisse la satisfaction de ses besoins et désirs prendre le dessus sur la raison.
L'attrait physique, que nous en soyons conscients ou non, peut influencer les impressions que nous nous faisons des autres et la manière dont nous les traitons. Les individus ont tendance à avoir cette idée préconçue que les personnes attirantes, celles qui correspondent aux normes de beauté conventionnelles, sont censées avoir des caractéristiques plus positives que les personnes peu attirantes. C'est ce que l'on appelle l'effet du stéréotype "la beauté est bonne”. Cléopâtre, bien que "belle" de l'extérieur, par ses actions, telles que ses sinistres intentions d'épouser et de tuer Hans (une petite personne) pour l'argent de son héritage, met en évidence le commentaire du film sur la laideur qui se cache sous un extérieur typiquement séduisant, allant ainsi à l'encontre du stéréotype "la beauté est bonne”.  
En entremêlant les dimensions physiques et morales, le film souligne que la véritable "monstruosité" peut résider dans ceux qui se conforment aux idées conventionnelles de beauté d’une société. Les visages et les corps, qu’ils soient beaux ou non, ont un impact sur les préjugés que nous faisons finalement sur les gens.

### Communauté
Le concept de la communauté est un thème largement exploré tout au long du film. De manière générale, éprouver un sentiment d’appartenance est une partie essentielle de notre bien-être, et être connecté avec des individus similaires porte une certaine importance. Le film de Browning conserve sa remarquable distinction en tant que film de groupe sur le handicap mettant en scène des interprètes dont les expériences de leurs personnages correspondent à celles de leur vraie vie.
Bien que sortie après l’ère victorienne, La monstrueuse parade absorbe l’idée selon laquelle la relation aux personnes de différence physique était complexe et souvent marquée par des impulsions visant à rejeter et exploiter le corps étrange. Durant cette période, il était la norme de rejeter et d’exploiter ces individus dans des « Freak shows » puisqu’ils ne correspondaient pas à l’idéologie normative.  La monstrueuse parade ne se contente pas de recycler des tropes sur le handicap, mais explore l’idée que même s’ils sont rejetés par la société, les Freaks forgent une solidarité à travers des expériences similaires au sein de leur communauté.
En particulier, la scène de mariage de Hans et Cléopâtre, ou les artistes du cirque l'accueillent en chantant “One of us, one of us”. (l’une d’entre nous, l’une d’entre nous) est un moment crucial qui explore le thème de la communauté dans le film. Ce mantra sinistre souligne la réflexion du film sur l’exclusivité et l’unité au sein de la communauté des “freaks”. Malgré leurs différences physiques, les “freaks” symbolisent une identité collective et le chant sinistre résonne comme une affirmation puissante de la force qui découle de leur lien unique.

### Vengeance
Le thème de vengeance introduit une dimension complexe à l'objectif premier du film, qui est d'humaniser les personnages marginalisés, les “freaks”. Au départ, les spectateurs du film peuvent percevoir que le récit semble s’attacher à présenter ces individus comme étant multidimensionnels et humains. Le film présente les artistes en train d'accomplir des activités quotidiennes normales, comme faire leur lessive, dîner et passer du temps ensemble. Cependant, l'intrigue de la vengeance, particulièrement dirigée contre Cléopâtre, la belle trapéziste qui trahit les “freaks” par sa monstruosité morale, compromet cet effort. L’acte de vengeance qui se déroule vers la fin du film détourne l’attention de l’humanisation des “freaks” pour les dépeindre comme des instruments de vengeances, ce qui diminue la richesse de leur caractérisation.
Lorsque les “freaks” découvrent les véritables intentions de Cléopâtre et d’Hercule, ils se retrouvent plongés dans un profond sentiment de trahison. Animés par cela, les “freaks” élaborent méticuleusement un plan pour se venger. La bande de “freaks” traque et mutile ses deux personnages. En tant que spectateurs, nous apprenons que l’acte de leur vengeance a transformé à la fois Cléopâtre et Hercule en “freaks” eux-mêmes. Comme le dit le héraut du Freak Show: “Leur code est une loi en soi. Offensez l’un, et vous les offensez tous”, un clin d'œil subtil mais important au concept de “œil pour œil et dent pour dent”.  Ce concept simpliste est le principe de justice qui exige des peines égales selon le type d’infraction commise. La vengeance est une réaction humaine au sentiment d’avoir été trahi, blessé et maltraité mais son utilisation réduit les personnages des “freaks” a des individus simplistes, de simples vengeurs violents.  Malgré le fait que le film ait fait un geste courageux dans l’espoir de remettre en question les stéréotypes, le thème de vengeance introduit un faux pas narratif qui entrave l’objectif principal du film.

## Impact culturel
Freaks est désormais un classique du cinéma, et le film qui rend le plus grand hommage à ce chef-d'œuvre est certainement Elephant Man de David Lynch, où l'on retrouve les mêmes thématiques.
En 1992, dans Batman : le défi de Tim Burton, on apprend que le personnage du pingouin était un freak (un monstre de foire) et le personnage est inspiré des personnages du film de Tod Browning (Max Shreck lui est inspiré de Nosferatu, et Catwoman du monstre de Frankenstein)
En 1995, la série X-Files rend hommage au Freaks de Tod Browning dans l'épisode 20 de la saison 2 intitulé Humbug. Dans cet épisode, l'enquête de Mulder et Scully les mène dans un cirque qui exhibe des phénomènes de foire.
Dans la troisième histoire de l'épisode 2 de la saison 25 des Simpson (Simpson Horror Show XXIV), Homer est Hercule et Marge est Cléopâtre. Marge épouse Hans et Homer est transformé en monstre.
La saison 4 d'American Horror Story, intitulée Freak Show, fait référence à La Monstrueuse Parade. Cette saison traite en effet des freaks et fait de nombreux clins d'œil au film de 1932.
En 1990, le groupe français Les Tétines Noires publie l'album Fauvismes et Pense-bête, sur lequel figure le titre Freaks, dont les paroles sont directement inspirées du scénario et des personnages du film.
En 2001, la série South Park parodie la scène du dîner de mariage et sa chanson « One of us » (« L’un/une des notre ») dans l’épisode 14 de la saison 5  « L'Épisode de Butters ».
En 2003, le frère et la sœur du film Innocents: The Dreamers acceptent parmi eux Matthew, au son de la chanson de Freaks : We accept you one of us.
En 2005, le groupe Weepers Circus publie - chez ArtDisto et Universal Music Publishings - un concept-album intitulé La Monstrueuse parade, qui est un hommage au film.
En 2013, dans le film Le Loup de Wall Street, les acteurs chantent ensemble « we accept you one of us » (« on t’accepte parmi nous ») en référence au film d'une manière ironique, mettant en évidence la cupidité des personnages.
En 2015, le romancier Fabrice Bourland publie Hollywood Monsters dans la collection « Grands Détectives » chez 10/18, qui est un hommage appuyé à Freaks. Les références au film sont multiples, et une courte scène de l'épilogue se situe dans la demeure de Tod Browning, au 808 North Rodeo Drive, face au Beverly Hills Hotel.
En 2023, La Cie Humpty-Dumpty crée le spectacle de marionnettes La Monstrueuse Parade directement inspiré du film de Tod Browning. Le spectacle s'élabore autour d'un travail sur l'opposition corps vivant/marionnette objet en mettant en scène un dialogue entre la marionnette et la danse.
La chanson Pinhead du groupe The Ramones démarre et se termine par la phrase « Gabba Gabba We accept you one of us ». C'est resté l'une des phrases de ralliement du groupe qui portait régulièrement des pancartes avec la phrase écrite dessus lors de ses concerts.